# Jelizawieta Tiszczenko
Jelizawieta Iwanowna Bracht-Tiszczenko, ros. Елизавета Ивановна Тищенко (ur. 7 lutego 1975 w Kijowie) – siatkarka rosyjska, reprezentantka Rosji. Gra na pozycji środkowej bloku. W 2002 roku została wybrana najlepszą atakująca na świecie. Była zawodniczka Urałoczki Jekaterynburg.

## Sukcesy
- 2000, 2004:  Srebrny medal igrzysk olimpijskich
- 1994, 1998, 2002:  Brązowy medal mistrzostw świata
- 1999:  Srebrny medal na Pucharze Świata
- 1993, 1997, 1999, 2001:  mistrzostwo Europy
- 1995:  Brązowy medal mistrzostw Europy
- 1993:  Brązowy medal na Pucharze Wielkich Mistrzyń
- 1997:  Złoty medal na Pucharze Wielkich Mistrzyń
- 2000, 2004:  Srebrny medal na Pucharze Wielkich Mistrzyń
- 1997, 1999, 2002:  Zwycięstwo w Grand Prix
- 1998, 2000, 2003:  Srebrny medal Grand Prix
- 1993, 1996, 2001:  brązowy medal Grand Prix

## Nagrody indywidualne
- 1999: Najlepiej atakująca i blokująca zawodniczka mistrzostw Europy z Włoch
- 2003: Najlepiej atakująca zawodniczka mistrzostw Europy z Turcji
- 2002: Najlepiej atakująca zawodniczka mistrzostw Świata z Niemiec
- 2002: Najlepiej atakująca zawodniczka Grand Prix
- 2001: Najlepiej atakująca zawodniczka Grand Prix
- 2001: Najlepiej atakująca zawodniczka mistrzostw Europy z Bułgarii